# Miguel Gutiérrez Gutiérrez
Pour les articles homonymes, voir Miguel Gutiérrez.
Miguel Gutiérrez Gutiérrez (né le 7 mai 1931 à Mexico au Mexique et mort le 1er février 2016) est un joueur de football international mexicain qui évoluait au poste d'attaquant.

## Biographie

### Carrière en club
Avec le FC León, il remporte un championnat du Mexique, deux Coupes du Mexique et enfin une Supercoupe du Mexique.

### Carrière en sélection
Avec l'équipe du Mexique, il joue 8 matchs (pour aucun but inscrit) entre 1957 et 1959[réf. nécessaire]. 
Il figure dans le groupe des sélectionnés lors de la Coupe du monde de 1958. Lors du mondial organisé en Suède, il joue deux matchs : contre le Pays de Galles puis contre la Hongrie.

## Palmarès
FC León
| - Championnat du Mexique (1) : - Champion : 1955-56. - Coupe du Mexique (2) : - Vainqueur : 1957-58 et 1966-67. |  | - Supercoupe du Mexique (1) : - Vainqueur : 1956. |